# Lazare-Jean Théveneau de Francy
Lazare-Jean Théveneau de Francy, né le 1er septembre 1754 à Arnay-le-Duc et mort à Arcueil le 27 mai 1784, fut secrétaire de Beaumarchais. Il est le frère du libelliste Charles Théveneau de Morande. 

## Biographie
« Francy », comme l’appelait Beaumarchais,  est un personnage attachant, on sait peu de choses sur lui. Il est né le 1er septembre 1754 à Arnay-le-Duc en Bourgogne, fils d’un notaire royal Louis Theveneau et de Philiberte Belin. Contrôleur de la chancellerie du palais au parlement de Paris. Lazare-Jean Théveneau épousa Philiberte Guichot, dame de Vergoncey, fille de son cousin germain, et mourut, sans postérité.
Il serait resté inconnu si un jour il n’avait rencontré Beaumarchais dont le premier contact avec la famille Théveneau date peut-être de 1774, lorsque à la demande du Roi, Beaumarchais est allé à Londres récupérer et brûler un pamphlet contre Madame du Barry écrit par Charles Théveneau de Morande, libelliste et maître chanteur. Celui-ci avait deux frères bien différents de lui, Lazare-Jean Théveneau, seigneur de Francy-lès-Arnay, et Louis-Claude-Henry-Alexandre Theveneau qui siégea au tribunal de paix d'Arnay-le-Duc et mourut sans alliance à Arnay-le-Duc, le 31 août 1808. 

### Secrétaire de Beaumarchais
Sa qualité de marin (?) et le fait qu’il parle couramment l’anglais font de Lazare-Jean un secrétaire idéal pour Beaumarchais écrivain qui se sentant l’âme d’un armateur crée en 1776 la Société Roderigue Hortalez pour approvisionner les Insurgents américains.
Francy travaille 47 rue Vieille du Temple à Paris et occupe un bureau communiquant avec celui de Beaumarchais, de là il dirige le service de fret, de l’armement et le secrétariat. Pendant les premières années il court de port en port pour mettre en route l’organisation et parer à tous les ennuis ! Les ennuis ne manquent pas, c’est Francy qui est chargé de tout arranger.
Une de ses premières missions, en janvier 1777, est d’éviter la catastrophe entre Tronson du Coudray et le capitaine de l’Amphitrite à Lorient, en février il passe à Nantes chez l'armateur nantais Peltier Dudoyer, partenaire de Beaumarchais. En juin 77, c’est l’affaire de la Marie-Catherine …, ordres et contre-ordres se suivent … Beaumarchais lui écrit : « Vous aurez de mes nouvelles ostensibles toutes relatives à ce détail à cause de la Poste. Saisissez bien l’esprit »… affaire tellement compliquée que le bateau est saisi par les Anglais.

### Les États-Unis
En Amérique les affaires sont aussi complexes et le Congrès paye mal ou même pas du tout, angoissé Beaumarchais décide d’envoyer Francy aux États-Unis, il s’embarque pour l’Amérique sur  L’Heureux à Marseille, le 26 septembre 1777, et arrive le 1er décembre à Portsmouth, New Hampshire. Ses instructions se terminent par : « servez-moi de votre mieux… Je vous salue comme je vous estime et vous aime. »
Les rapports entre Beaumarchais et ses interlocuteurs sont ainsi, mais avec Francy qu’il considère comme un fils, ils seront encore plus chaleureux. Sa confiance ne sera pas trompée, Francy se démène, porte des jugements, conseille, récupère de l’argent, vend au mieux la marchandise et défend avec succès auprès du Congrès les intérêts de Beaumarchais. Il aide financièrement La Fayette, La Roüerie, von Steuben, Pulaski et bien d’autres.
Il envoie ses correspondances à Peltier Dudoyer avec qui il pense s'associer pour créer une société aux États-Unis. Peltier Dudoyer lit les lettres et les fait suivre à Beaumarchais, ce qui allège un peu le circuit car les délais sont longs et les lettres sont faites pour plus de sûreté en plusieurs exemplaires.

### Le retour en France
Au printemps 1780 il est de retour en France après avoir amassé une fortune. Il doit faire une cure de repos dans sa famille. En mars 1782 il va encore à Nantes, mais atteint d’une maladie de poitrine il doit renoncer à ses missions dans les ports. Il va s’installer dans le fauteuil directorial, Beaumarchais ne cherche pas à le remplacer, c'est lui qui va partir sur les routes. Francy est toujours chargé de toutes les missions comme en témoignent les nombreuses lettres que Beaumarchais lui adresse à Paris, où il est encore en avril 1783.
Il meurt à Arcueil le 26 mai 1784 et est enterré le lendemain en présence de Beaumarchais, peu de temps après avoir rédigé son testament.